# Hrîțaiivka, Kobeleakî
Hrîțaiivka (în ucraineană Грицаївка) este un sat în comuna Krasne din raionul Kobeleakî, regiunea Poltava, Ucraina.

## Demografie
Componența lingvistică a localității Hrîțaiivka
     Ucraineană (95,52%)
     Română (3,73%)
     Alte limbi (0,75%)
Conform recensământului din 2001, majoritatea populației localității Hrîțaiivka era vorbitoare de ucraineană (95,52%), existând în minoritate și vorbitori de română (3,73%).